# Monestir de l'Anunciació de la Mare de Déu
El Monestir de l'Anunciació de la Mare de Déu és un monestir de l'Església Ortodoxa Sèrbia situat al poble de Vagan (República Sèrbia). És un edifici protegit.
L'edifici actual és del 1870, tot i que s'esmenta en diversos llibres de viatges i cròniques anteriors. Després de la caiguda de Dobrun, el monjo del monestir de Dobrun es va instal·lar en indrets de la zona circumdant. Una dotzena d'ancians de Dobrun van fer vida monàstica a l'església. Tot es va cremar el 1672, i de la part que en va restar el monjo va fer una capella on hi ha l'església actual. El monestir s'ha cremat en diverses ocasions, però la gent de la regió sempre l'ha renovat.